# Elizabeth Knight Britton
Elizabeth Gertrude Knight Britton (ur. 9 stycznia 1858 w Nowym Jorku, zm. 25 lutego 1934 w Nowym Jorku) – amerykańska botaniczka i briolożka, jedna z założycieli ogrodu botanicznego w Nowym Jorku.

## Życiorys
Urodziła się 9 stycznia 1858 roku w Nowym Jorku, jako najstarsza córka Jamesa Knighta i Sophie Anne Compton. Wyjechała z rodzicami na Kubę, gdzie wychowywała się na rodzinnej plantacji trzciny cukrowej. Uczęszczała do szkoły na Kubie oraz do prywatnej szkoły Doktora Benedicta w Nowym Jorku, pozostając w tym czasie pod opieką babci Compton. W 1875 roku ukończyła Hunter College (wówczas Normal College), gdzie przez 10 lat pracowała jako wykładowca. Równocześnie zgłębiała botanikę, szczególnie mszaki. W 1879 jako pierwsza kobieta wstąpiła do Torrey Botanical Club i w 1881 r. opublikowała swój pierwszy artykuł w Bulletin of the Torrey Botanical Club. 27 sierpnia 1885 wyszła za mąż za Nathaniela Lorda Brittona, wówczas geologa na Uniwersytecie Columbia, który podzielał jej rosnące zainteresowanie botaniką. Zrezygnowała z pracy w Hunter College i później przez całe życie współpracowała z mężem w badaniach botanicznych, chociaż każde z nich zajmowało się innymi grupami roślin. Powierzono jej nieformalnie opiekę nad kolekcją mchów Uniwersytetu Columbia, którą znacząco rozbudowała. Zaangażowała się w pozyskanie funduszy na założenie Ogrodu Botanicznego w Nowym Jorku, do czego doprowadziła w 1891 r. Udzielała się w szeregu towarzystw botanicznych. W 1893 roku była jedyną kobietą pośród 25 członków statutowych Botanical Society of America. Pomogła założyć Sullivant Moss Society w 1898 r. (od 1949 pod nazwą American Bryological and Lichenological Society), a w 1902 Wild Flower Preservation Society of America, w ramach którego działała na rzecz ratowania zagrożonych gatunków rodzimej flory. Jak wiele kobiet w nauce na przełomie XIX i XX wieku nie uzyskała formalnych stopni naukowych ani nie otrzymywała wynagrodzenia za pracę badawczą.
Zmarła 25 lutego 1934 r. w swoim domu w dzielnicy Bronx w Nowym Jorku. Pomimo że należała do kościoła episkopalnego, została pochowana na morawskim cmentarzu na Staten Island, rodzinnym cmentarzu jej męża. Para nie miała dzieci.

## Działalność naukowa

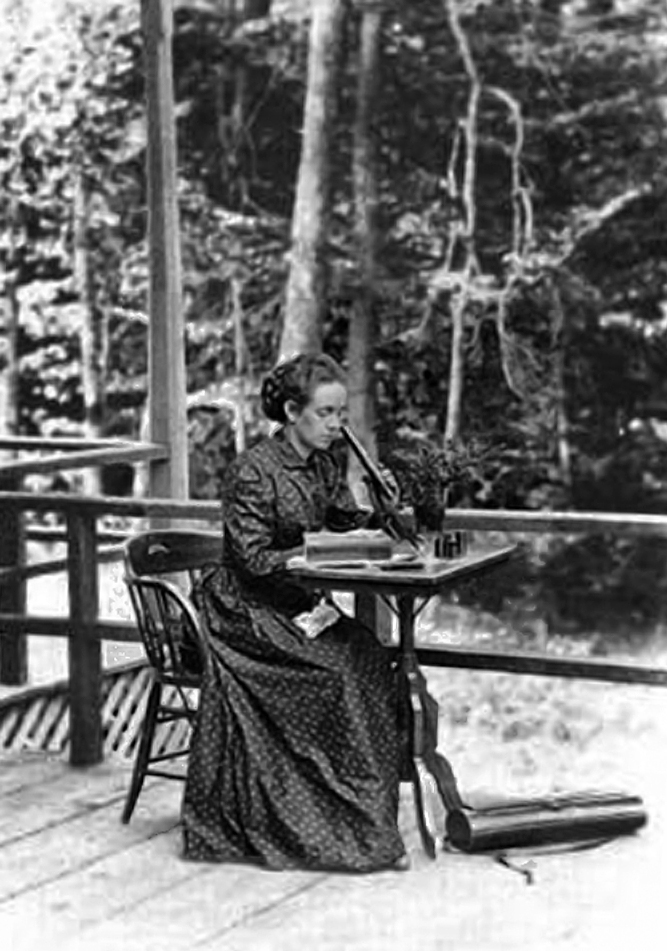
Elizabeth Britton, 1886 r.

Pierwszą pracę z dziedziny botaniki opublikowała w 1881 w biuletynie organizacji Torrey Botanical Club, opisując zaobserwowany albinizm kwiatów u dwóch gatunków roślin. Zaobserwowała także rzadką paproć Schizaea pusilla na terenie Nowej Szkocji, co później przyczyniło się w toku ustaleń z innymi botanikami do potwierdzenia w 1896 r. jej podawanego w wątpliwość występowania na Nowej Fundlandii. Od 1883 r., gdy awansowała na wykładowcę nauk przyrodniczych w Normal College, zaczęła specjalizować się w badaniu mszaków. Odnalazła w Wisconsin i w 1885 opisała „owoc” (zarodnię) mchu Eustichium norvegicum, który dotąd znany był tylko z postaci sterylnej (gametofitu). W 1889 ukazał się pierwszy z jej serii jedenastu artykułów zatytułowanych Contributions to American bryology, a w 1892 r. wydała pierwszą listę mchów Wirginii Zachodniej. 
Opiekując się kolekcją mchów Uniwersytetu Columbia poszerzyła jej zbiory do imponujących rozmiarów, poprzez wymianę, zakupy i wyprawy zbierackie. Cennym nabytkiem była kupiona w 1893 roku kolekcja szwajcarskiego botanika Augusta Jaegera. Po utworzeniu w 1891 r. 100-hektarowego ogrodu botanicznego na terenach parku Bronx w Nowym Jorku jego dyrektorem został w 1896 r. dr Nathaniel Lord Britton. Przez kolejne ponad 30 lat Elizabeth działała na rzecz rozwoju ogrodu, pracując nieodpłatnie przy zbieraniu do niego kolekcji roślin. Gromadziła kolekcje roślin z gór Adirondack i Appalachów oraz z Puerto Rico, Kuby i Jamajki. Wysiłki Britton zostały docenione w 1912 r., gdy oficjalnie mianowano ją honorowym kuratorem kolekcji mchów ogrodu botanicznego w Nowym Jorku.
W 1894 rozpoczęła serię ośmiu pięknie ilustrowanych artykułów w The Observer zatytułowanych How to study the mosses, zawierających klucze do ich rozpoznawania. W 1897 opublikowała zweryfikowaną listę gatunków paproci Ameryki Północnej należących do rodzaju Ophioglosum, a później wraz z Alexandriną Taylor opisy paproci Schizaea i tropikalnej Vittaria lineata. Zaangażowana w aktywną ochronę naturalnych siedlisk rodzimej flory opublikowała w latach 1912–1929 serię artykułów pod tytułem Wild plants needing protection.
Opracowywała systematykę mchów z terenu USA i w 1913 wraz z R. S. Williamsem oraz Julią T. Emerson zamieściła klasyfikację kilku rodzin w „North American Flora”. Wniosła swój wkład także do opracowań zagranicznej flory, np. Bermudów czy Bahamów.
Stała się jedną z najwybitniejszych botaniczek przełomu XIX w. i XX w. W 1906 roku znalazła się w gronie zaledwie dziewiętnastu kobiet wymienionych w pierwszym wydaniu „American Men of Science”. Napisała 346 prac naukowych, z których 170 było poświęconych mszakom. Wiele gatunków mchów i innych roślin nazwano na jej cześć. Nazwy taksonów jej autorstwa oznaczane są skrótem E.Britton, np. Acrostichum moorei E.Britton, Mem. Torrey Bot. Club 4: 273 (1895). 
Należała do szeregu organizacji botanicznych, w tym:
- Torrey Botanical Club (od 1879[2]),
- Botanical Society of America[1] (od 1893[3]),
- Sullivant Moss Society (od 1898[2], prezes w latach 1917–1919[1]),
- Wild Flower Preservation Society of America (od 1902[2], sekretarz w latach 1904–1905[1]).

## Wybrane publikacje

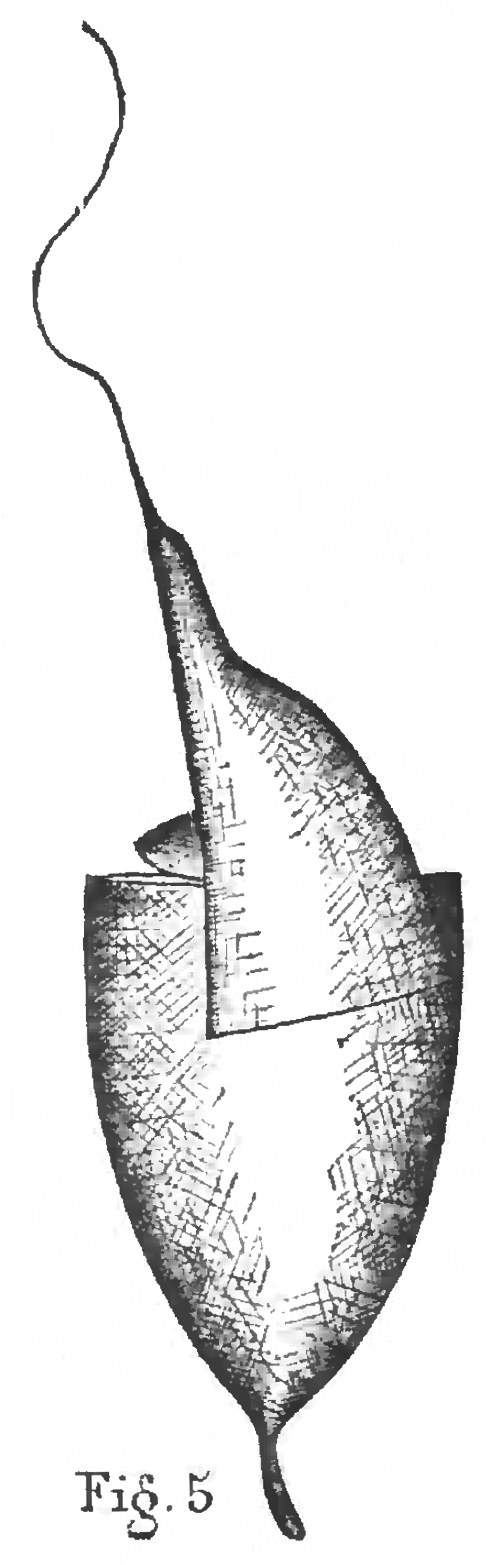
Jeden ze szkiców zarodni Eustichium norvegicum wykonany przez E. Knight

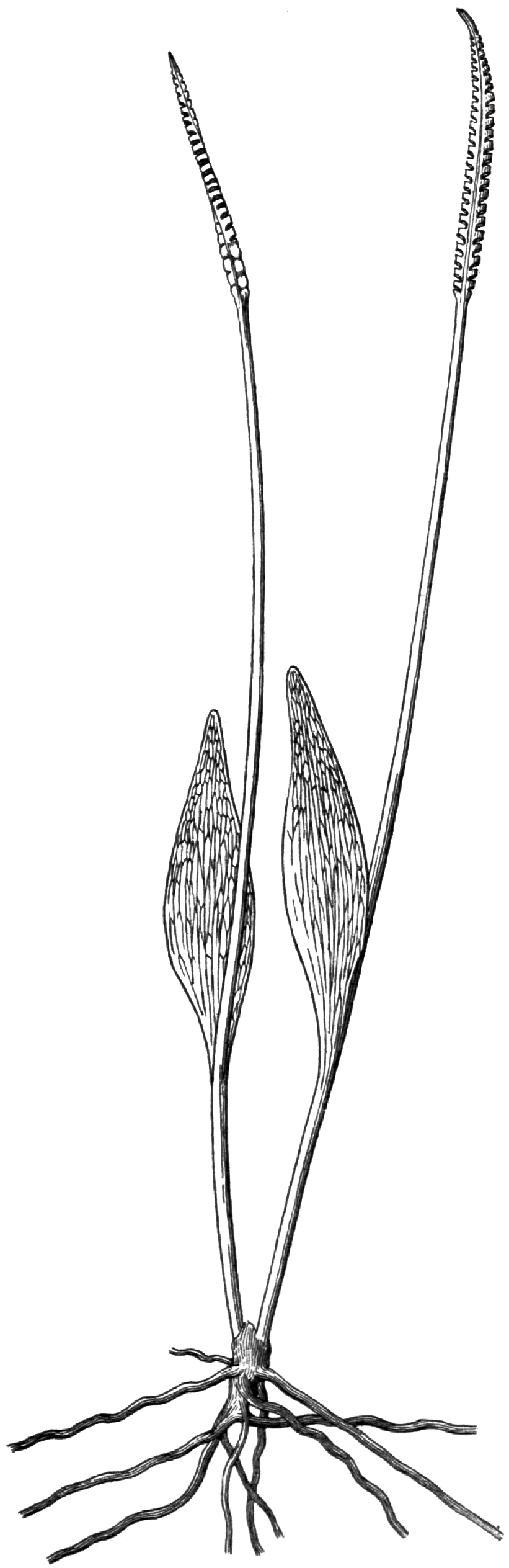
Ophioglossum arenarium E.G.Britton

- Elizabeth G. Knight, On the Fruit of ''Eustichium norvegicum'', Br. Eu., „Bulletin of the Torrey Botanical Club”, 10 (9), 1883, s. 99–100, DOI: 10.2307/2477462, JSTOR: 2477462.
- Elizabeth G. Britton, An Enumeration of the Plants Collected by Dr. H. H. Rusby in South America. 1885–1886.–III. Pteridophyta, „Bulletin of the Torrey Botanical Club”, 15 (9), 1888, s. 247–253, DOI: 10.2307/2476529, JSTOR: 2476529.
- Elizabeth G. Britton, Contributions to American Bryology.–I. An Enumeration of Mosses Collected by Mr. John B. Leiberg, in Kootenai Co., Idaho, „Bulletin of the Torrey Botanical Club”, 16 (4), 1889, s. 106–112, DOI: 10.2307/2476940, JSTOR: 2476940.
- Elizabeth G. Britton, Contributions to American Bryology.–II. A Supplementary Enumeration of the Mosses Collected by Mr. John B. Leiberg in Idaho, with Descriptions of two new Species, „Bulletin of the Torrey Botanical Club”, 18 (2), 1891, s. 49–56, DOI: 10.2307/2475524, JSTOR: 2475524.
- Elizabeth G. Britton, West Virginia Mosses, „Contributions from the Herbarium of Columbia College” (32), 1892 [dostęp 2022-01-03]. Brak numerów stron w czasopiśmie
- Elizabeth G. Britton, Contributions to American Bryology, III. Notes on the North American Species of ''Orthotrichum'', „Bulletin of the Torrey Botanical Club”, 20 (10), 1893, s. 393–405, DOI: 10.2307/2475738, JSTOR: 2475738.
- Elizabeth G. Britton, Contributions to American Bryology, IV. Notes on the North American Species of ''Orthotrichum''–II, „Bulletin of the Torrey Botanical Club”, 21 (1), 1894, s. 1–15, DOI: 10.2307/2478029, JSTOR: 2478029.
- Elizabeth G. Britton, Contributions to American Bryology, V. Notes on the North American Species of ''Weissia'' (''Ulota''), „Bulletin of the Torrey Botanical Club”, 21 (2), 1894, s. 65–76, DOI: 10.2307/2485350, JSTOR: 2485350.
- Elizabeth G. Britton, How to Study the Mosses. I., „The Observer”, 5 (3), marzec 1894, s. 82–86 [dostęp 2022-01-03].
- Elizabeth G. Britton, How to Study the Mosses. II., „The Observer”, 5 (4), kwiecień 1894, s. 114–120 [dostęp 2022-01-03].
- Elizabeth G. Britton, Contributions to American Bryology–VI. I. Western Species of ''Orthotrichum''. Supplementary Notes on the North American Species of ''Weissia'' (''Ulota''), „Bulletin of the Torrey Botanical Club”, 21 (4), 1894, s. 137–160, DOI: 10.2307/2996894, JSTOR: 2996894.
- Elizabeth G. Britton, How to Study the Mosses. III., „The Observer”, 5 (5), maj 1894, s. 151–157 [dostęp 2022-01-03].
- Elizabeth G. Britton, Contributions to American Bryology.–VII. A Revision of the Genus ''Physcomitrium'', with Descriptions of Five New Species, „Bulletin of the Torrey Botanical Club”, 21 (5), 1894, s. 189–208, DOI: 10.2307/2477962, JSTOR: 2477962.
- Elizabeth G. Britton, How to Study the Mosses, IV., „The Observer”, 5 (6), czerwiec 1894, s. 180–186 [dostęp 2022-01-03].
- Elizabeth G. Britton, How to Study the Mosses, V., „The Observer”, 5 (7), lipiec 1894, s. 215–219 [dostęp 2022-01-03].
- Elizabeth G. Britton, How to Study the Mosses, VI., „The Observer”, 5 (8), sierpień 1894, s. 246–251 [dostęp 2022-01-03].
- Elizabeth G. Britton, Contributions to American Bryology.–VIII. A Revision of the Genus ''Bruchia'', with Descriptions of Types, and One New Species, „Bulletin of the Torrey Botanical Club”, 21 (8), 1894, s. 343–372, DOI: 10.2307/2477992, JSTOR: 2477992.
- Elizabeth G. Britton, How to Study the Mosses. VII., „The Observer”, 5 (10), październik 1894, s. 306–311.
- Elizabeth G. Britton, Contributions to American Bryology.–IX. A Revision of the Genus ''Scouleria'' with Description of One New Species, „Bulletin of the Torrey Botanical Club”, 22 (1), 1895, s. 36–43, DOI: 10.2307/2485404, JSTOR: 2485404.
- Elizabeth G. Britton, How to Study the Mosses. VIII., „The Observer”, 6 (2), luty 1895, s. 17–21.
- Elizabeth G. Britton, Contributions to American Bryology–IX. [sic] 1. The Systematic Position of ''Physcomitrella patens''. 2. On a Hybrid Growing with ''Aphanorhegma serrata'' Sull. 3. On a European Hybrid of ''Physcomitrella patens''., „Bulletin of the Torrey Botanical Club”, 22 (2), 1895, s. 62–68, DOI: 10.2307/2478381, JSTOR: 2478381.
- Elizabeth G. Britton, Contribution [sic] to American Bryology–XI. 1. ''Coscinodon raui'' and ''Coscinodon renauldi''. 2. ''Dicranella heteromalla'' and Its Varieties. 3. Notes on the Genus ''Leersia'', Hedw., „Bulletin of the Torrey Botanical Club”, 22 (11), 1895, s. 447–458, DOI: 10.2307/2996679, JSTOR: 2996679.
- Elizabeth G. Britton, An Enumeration of the Plants Collected by H. H. Rusby in Bolivia, 1885–1886.–II. Musci, „Bulletin of the Torrey Botanical Club”, 23 (12), 1896, s. 471–499, DOI: 10.2307/2477840, JSTOR: 2477840.
- Elizabeth G. Britton, A Revision of the North American Species of ''Ophioglossum'', „Bulletin of the Torrey Botanical Club”, 24 (12), 1897, s. 545–559, DOI: 10.2307/2478289, JSTOR: 2478289.
- Elizabeth Gertrude Britton, Julia Titus Emerson, Andreaeaceae, „North American Flora”, 15 (1), New York, NY: New York Botanical Garden, 1913, s. 35–39 [dostęp 2022-01-03].
- Elizabeth Gertrude Britton, Archidiaceae, Bruchiaceae, Ditrichaceae, Bryoxiphiaceae and Seligeriaceae, „North American Flora”, 15 (1), New York, NY: New York Botanical Garden, 1913, s. 45–46 [dostęp 2022-01-03].
- Elizabeth Gertrude Britton, West Indian Mosses–I, „Bulletin of the Torrey Botanical Club”, 40 (12), 1913, s. 653–676, DOI: 10.2307/2479836, JSTOR: 2479836.
- Elizabeth Gertrude Britton, West Indian Mosses–II. Mosses of the Danish West Indies and Virgin Islands, „Bulletin of the Torrey Botanical Club”, 42 (1), 1915, s. 1–8, DOI: 10.2307/2479419, JSTOR: 2479419.
- Elizabeth G. Britton, Mosses of Bermuda, „Bulletin of the Torrey Botanical Club”, 42 (2), 1915, s. 71–76, DOI: 10.2307/2479518, JSTOR: 2479518.
- Elizabeth G. Britton, Wild Plants Needing Protection, New York, NY: New York Botanical Garden, 1912–1929 [dostęp 2022-01-03]. Brak numerów stron w książce